# Bílá velryba
Bílá velryba (1851, Moby-Dick; or, The Whale) je nejvýznamnější román amerického spisovatele Hermana Melvilla. Melville jej věnoval svému blízkému příteli Nathanielovi Hawthornemu, se kterým ho pojil skepticismus a neochota podbízet se literárnímu publiku. Dílo je tak originální, že ve své době nenašlo pochopení a k jeho ocenění došlo až po první světové válce. Nedílnou součástí románu se staly kongeniální ilustrace amerického malíře Rockwella Kenta z let 1926–1930.
Román popisuje plavbu velrybářské lodi Pequod a stíhání obrovského bílého vorvaně, jemuž námořníci přezdívají Moby Dick. Na pozadí příběhu, podávaného postupy dobrodružné literatury, rozvíjí Melville řadu úvah o lidském životě, jeho smyslu a lidském pachtění za nereálnými cíli. Honba za Moby Dickem se tak stává metaforou lidského boje s přírodou a získává až mystický smysl.
Titánský souboj Achaba s Moby Dickem má své kořeny v romantickém pojetí heroického hrdiny a Bílá velryba je proto často považována za vyvrcholení romantismu v americké literatuře. Román však zároveň reaguje na novou roli člověka v druhé polovině 19. století, kdy se stává "dobyvatelem přírody".
Román nemá hodnotu pouze literární, ale přináší i vynikající přírodovědné poznatky o životě velryb, jež byly doceňovány teprve postupně. Navíc je zajímavé, že předobraz Moby Dicka skutečně existoval. Byl to obrovský částečně světle zbarvený vorvaní samec přezdívaný Mocha Dick, který okolo poloviny 19. století „řádil“ v Pacifiku a Atlantiku. Zároveň byl autor inspirován tragickým osudem škuneru Essex.

## Děj románu
Román se skládá celkem ze 135 kapitol, z nichž některé líčí každodenní život na palubě lodi Pequod, jiné události v průběhu stíhání Moby Dicka, další pak charaktery jednotlivých členů posádky a také životní zvyky kytovců, jejich popisy v tehdejší i starší literatuře (včetně Bible) a na různých zobrazeních.
Vyprávění s častými biblickými motivy je narušováno rozsáhlými pasážemi o velrybách a velrybářství a především filozofickými reflexemi, věnovanými kořistnickému a destruktivnímu vztahu člověka k přírodě a jeho pachtěním za nereálnými cíli, a také vývoji společnosti, kde sociální vývoj a vědecké poznatky rozkládají navyklá mravní a ideová hodnocení. V posádce lodi Pequod, národnostně i barvou pleti různorodé, lze vidět snahu autora o zdůraznění jejich lidské (a na palubě lodi i společenské) rovnoprávnosti.
Řada postav je již svými jmény paralelou k postavám biblickým, například Izmael, symbolizující v Bílé velrybě vyvržence, je v Bibli zapuzeným a později Bohem zachráněným synem Abrahamovým (z něhož potom podle tradice vzešel arabský národ), jméno kapitána Achaba pochází od biblického Achaba, který se zpronevěřil víře, a Moby Dick je někdy přirovnáván k biblickému Leviatanovi.
Děj začíná naloděním mladíka, nesoucího autobiografické rysy autora, který v knize vystupuje pod přijatým jménem Izmael, po životním zklamání, o kterém se blíže nezmiňuje, na velrybářskou loď Pequod spolu se svým přítelem Kvíkvegem, harpunářem polynéského původu. Dostává se mu sice několika varování, aby s lodí nevyplouval (kázání o prorokovi Jonášovi v námořnické kapli, věštba starého námořníka se symbolickým jménem Eliáš), ale Izmael na to nedbá.
Lodi velí kapitán Achab, kterého Moby Dick kdysi připravil o nohu. Achab je posedlý myšlenkou na pomstu a po vyplutí z Nantucketu své posedlosti stále více podléhá a nutí svou posádku, aby mu v jeho sebevražedném úsilí pomáhala, a to navzdory ekonomické nevýhodnosti honby za jednou konkrétní velrybou, nepřízni počasí a silným bouřím. Na své plavbě potkává Pequod jiné lodě, jejichž jména jsou často alegorická – Panna, Růžové poupě, Mládenec, Rozkoš, Ráchel (její kapitán marně prosí Achaba o pomoc při hledání syna). Nakonec dojde k souboji mezi Moby Dickem a velrybáři, ve kterém je Achab stažen pod hladinu lanem své vlastní harpuny, Pequod je zraněnou velrybou zničena a celá posádka lodi, kromě Izmaela, zahyne. Izmael je pak zachráněn lodí Ráchel (v Bibli žena toužící po dítěti).

## Galerie

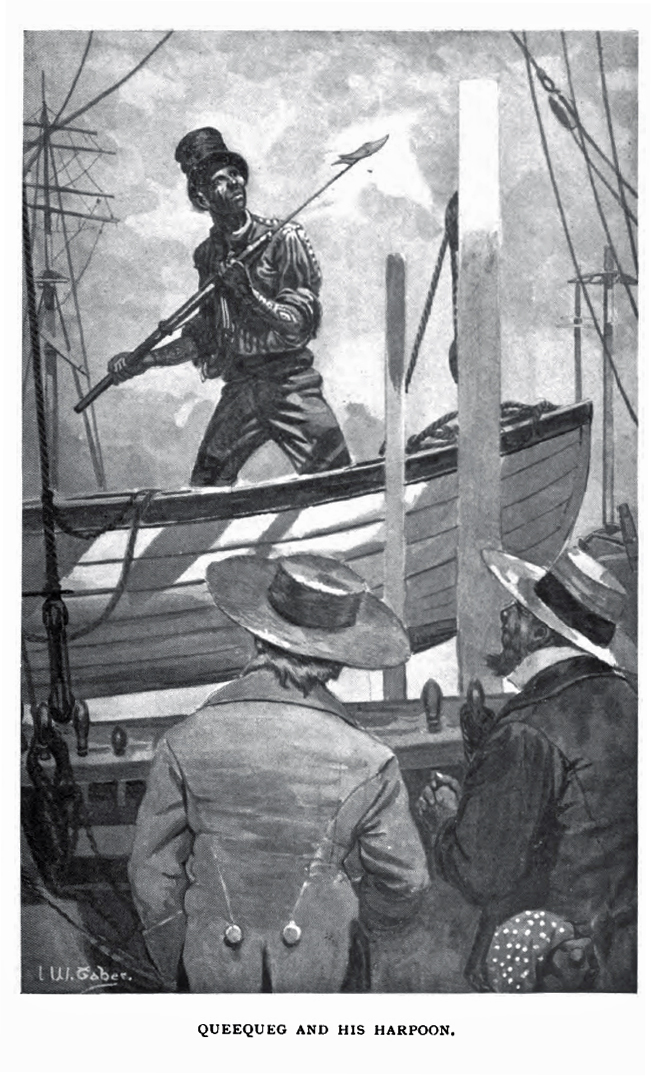
Harpunář Kvíkveg, ilustrace z roku 1892
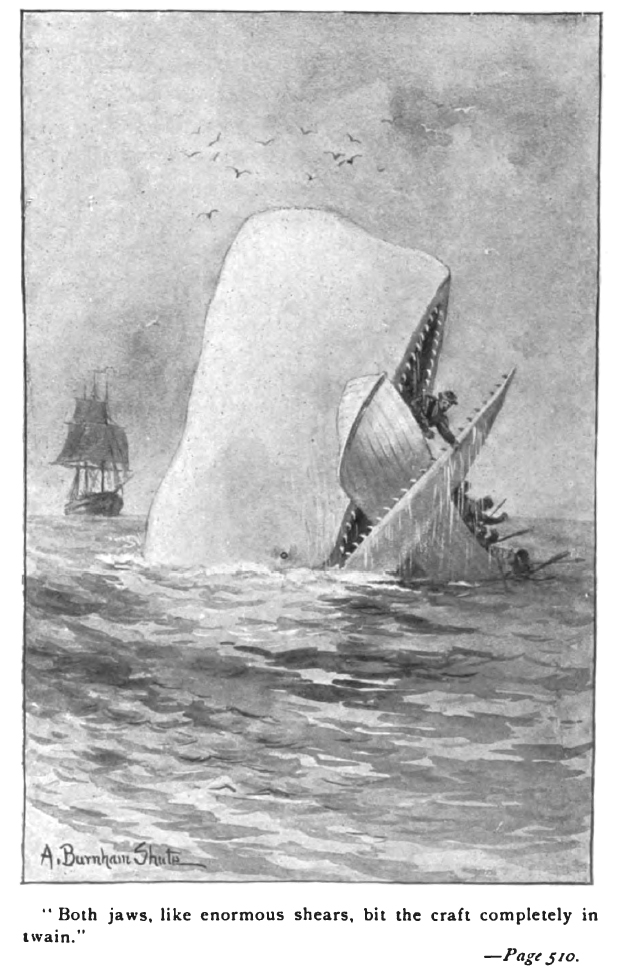
Ilustrace z roku 1892
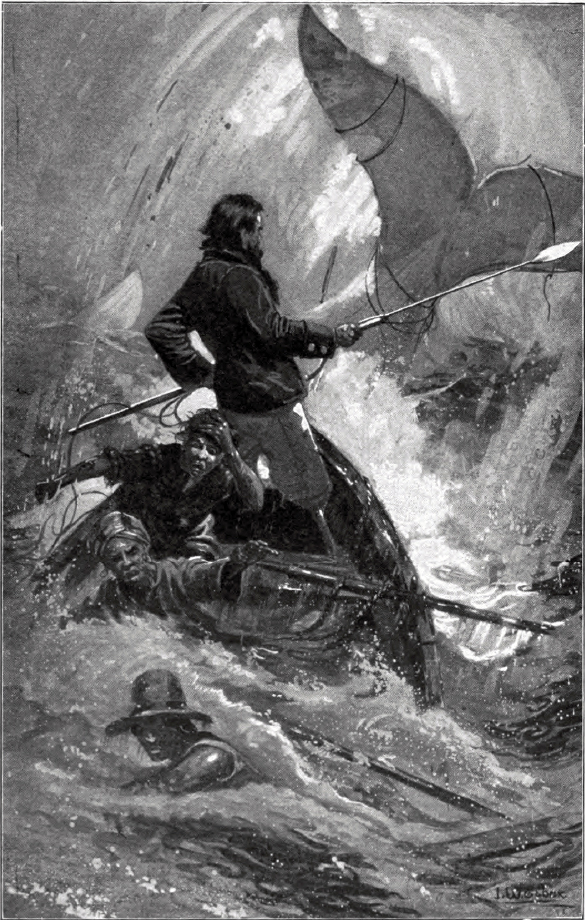
Ilustrace z roku 1892
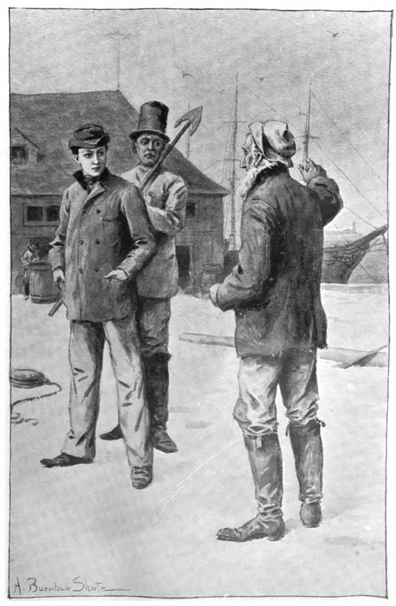
Izmael a Kvíkveg, ilustrace z roku 1920

## Filmové adaptace
- The Sea Beast (1926, Mořská bestie), americký němý film podle románu Bílá velryba, režie Millard Webb, v roli kapitána Achaba John Barrymore.[6]
- Moby Dick (1930, Bílá velryba), americký film, režie Lloyd Bacon, v roli kapitána Achaba John Barrymore.[7]
- Moby Dick (1954, Bílá velryba), americký film, režie Albert McCleery, v roli kapitána Achaba Victor Jory.[8]
- Moby Dick (1956, Bílá velryba), americký film, režie John Huston, scénář Ray Bradbury, v roli kapitána Achaba Gregory Peck.[9]
- Moby Dick (1998, Bílá velryba), americký televizní film, režie Franc Roddam, v roli kapitána Achaba Patrick Stewart.[10]
- Moby Dick (2010, Bílá velryba), německý dvoudílný televizní film, režie Mike Barker, v roli kapitána Achaba William Hurt.[11]

Motivy románu byly zpracovány i v kreslené grotesce z cyklu Tom a Jerry, díl s názvem Dicky Moe byl uveden v roce 1962.

## Rozhlasové zpracování
- 2002 Český rozhlas, překlad: Marie Kornelová a Stanislav Václav Klíma, připravila: Ilona Janská, čte: Miroslav Středa, režie: Vlado Rusko.[13]

## Česká vydání
- Bílá velryba, Družstevní práce, Praha 1933, přeložil Emanuel Vajtauer.
- Bílá velryba, Školní nakladatelství pro Čechy a Moravu, Praha 1941, přeložil Arnošt Ondrůj, úprava pro mládež, znovu Státní nakladatelství, Praha 1945 a 1949.
- Bílá velryba, Vyšehrad, Praha 1941, pro mládež upravil Karel Vach, ilustrace Antonín Marek Machourek.
- Bílá velryba, Družstevní práce, Praha 1947, přeložil Stanislav Václav Klíma.
- Bílá velryba, SNKLHU, Praha 1956, přeložili Stanislav Václav Klíma a Marie Kornelová, znovu Odeon, Praha 1968 a 1975. Praha 1996.
- Bílá velryba, Moby Dick, Praha 1996, přeložili Stanislav Václav Klíma a Marie Kornelová, znovu Levné knihy KMa, Praha 2005.
- Bílá velryba, přeložil Šimon Pellar, Praha : Odeon, 2017, 775 stran, ISBN 978-80-207-1772-6